# Célula de Renshaw
Las células de Renshaw son interneuronas inhibidoras que se encuentran en la sustancia gris del asta anterior de la médula espinal. Están asociadas de dos formas con una motoneurona α:
1. Reciben una señal excitadora  del axón de la motoneurona, tan pronto como esta sale de la raíz motora,  siendo así como se mantienen informadas de cuán vigorosamente la motoneurona está disparando potenciales de acción.
2. Envían un axón inhibidor para que haga sinapsis con el cuerpo celular de la motoneurona inicial y/o una motoneurona α del mismo grupo motor.

De esta manera la inhibición realizada por la célula de Renshaw representa un mecanismo de retroalimentación negativo. Puede afirmarse por lo tanto que la función de esta interneurona inhibitoria es la de controlar la excitabilidad de las neuronas motoras.

## Descubrimiento
El concepto de las células de Renshaw fue postulado por Birdsey Renshaw (1908-1948), cuando se descubrió con señales antidrómicas de una motoneurona que discurriera colateralemente hacia atrás, vía raíz ventral hacia la médula espinal, que habían interneuronas disparando con una alta frecuencia, resultando en inhibición. Trabajos posteriores por Eccles et al., proporcionaron evidencia de que estas interneuronas, a las que ellos llamaron “células de Renshaw”, eran estimuladas por acetilcolina de las motoneuronas. Trabajos previos por Renshaw y Lloyd habían demostrado que esta inhibición antidrómica recordaba la inhibición directa desde los nervios espinales pero resultaba en una inhibición relativamente más larga de 40-50 ms (comparada con 15 ms). La estimulación antidrómica de la fibra nerviosa también resultaba en potenciales de acción en los somas de las motoneuronas junto con hiperpolarización de otros grupos de motoneuronas. En el caso de que la estimulación inicial de la motoneurona se originara en un tracto espinal, el pico de la célula de Renshaw sucedía durante la fase declinante del pico del soma de la motoneurona, proporcionando información de la fuente y la secuencia de estimulación de la célula de Renshaw.

## Fisiología
Aunque durante el desarrollo embrionario las células de Renshaw no hacen sinapsis con la raíz dorsal, las etapas prenatal y postnatal muestran el desarrollo de la raíz dorsal creando sinapsis, siendo estas funcionales y estimuladoras de potenciales de acción. Sin embargo, estas decrecen durante el desarrollo mientras que axones motores de acetilcolina empiezan a hacer sinapsis y a proliferar con las células de Renshaw, para finalmente ser estimuladas principalmente por las motoneuronas α.
Las células de Renshaw son estimuladas finalmente por múltiples axones de motoneuronas antidrómicas, donde la mayoría de axones se originan de motoneuronas sinérgicas, y en respuesta, las células de Renshaw hacen sinapsis con múltiples neuronas, provocando PIPS en la motoneurona α, en interneuronas inhibidoras 1a y en motoneuronas γ. El circuito colateral antidrómico que regresa a la motoneurona disparante es conocido como “inhibición recurrente”. Esta inhibición homónima no es universal. Mientras que la mayoría de los experimentos iniciales han sido hechos en gatos, se ha encontrado que en el hombre los músculos proximales de la mano y el pie no tienen inhibición homónima. La inhibición heterónima se ha visto ser dominante en la pierna comparada con el brazo, mientras que los músculos antagonistas trabajan simultáneamente. También se ha encontrado que las células de Renshaw son activadas por motoneuronas γ, pero con una extensión menor. Las células de Renshaw no hacen sinapsis solo con nervios homónimos y heterónimos, sino también con interneuronas 1a, que son estimuladas por las aferencias del mismo grupo muscular activado por las motoneuronas, que tienen un efecto inhibitorio sobre el grupo muscular antagonista. Esta “facilitación recurrente” causa inhibición reducida de la inhibición recíproca de la interneurona del grupo antagonista (Baret et al.; 2003), que puede por su parte ser inhibida también por señales del tracto corticoespinal. Se ha demostrado que:
- La inhibición recurrente es reprimida por contracciones voluntarias fuertes (al parecer, debido a la inhibición de las células de Renshaw por entrada descendente).
- Las células de Renshaw son inhibidas más al mismo nivel durante la contracción dinámica comparada con la contracción sostenida.
- Las células de Renshaw están facilitadas durante las contracciones voluntarias débiles.

Las células de Renshaw pueden ser inhibidas también tanto por aferencias de la raíz dorsal propioceptiva, axones ventrales antidrómicos, como por inhibición descendente. La hiperpolarización de las células de Renshaw por neuronas aferentes y descendentes ha sido demostrado que son causadas por la liberación de glicina, pero que el GABA puede también hiperpolarizar esta célula, por un tiempo prolongado relativo a la glicina. También se ha demostrado que la glicina es el neurotransmisor inhibidor liberado por las células de Renshaw.
En esencia, las células de Renshaw regulan el disparo de las motoneuronas α que abandonan el asta ventral. Conceptualmente, estas células remueven el “ruido” al reducir la frecuencia de disparos de las neuronas sobreexcitadas con un bucle de retroalimentación negativa, que previene a las motoneuronas α de ser excitadas débilmente. Los nervios descendentes de la médula espinal pueden por su parte regular a las células de Renshaw.
El ritmo de descarga de las células de Renshaw es ampliamente proporcional al ritmo de descarga de la(s) motoneurona(s) asociada(s). Las células de Renshaw actúan por lo tanto como “limitadoras” o “gobernadoras” sobre el sistema de motoneuronas α pudiendo ayudar a prevenir el daño muscular causado por el tétanos.
Las células de Renshaw utilizan glicina como neurotransmisor inhibidor sobre las motoneuronas α. La estricnina actúa específicamente sobre la habilidad de estas células para controlar el disparo de la motoneurona α, al unirse a los receptores de glicina de la motoneurona. Este veneno antagonista predispondrá a alguien a contracciones tetánica, pudiendo ser fatal si se involucra el diafragma.

## Diana de neurotoxinas
Las células de Renshaw son también la diana de la toxina de Clostridium tetani, una bacteria Bacteria grampositiva anaeróbica formadora de esporas que vive en el suelo. Cuando las heridas se contaminan con C. tetani, la toxina viaja a la médula espinal donde inhibe la liberación de glicina, un neurotransmisor inhibidor de las células de Renshaw: como resultado, las motoneuronas α se hiperactivan y los músculos se contraen constantemente.